# 多良間村立多良間小学校
多良間村立多良間小学校（たらまそんりつ たらましょうがっこう）は、沖縄県宮古郡多良間村にある公立小学校。1891年（明治24年）に創立された。多良間島唯一の小学校であり、現在は1学年1クラス編成である。

## 概要
1948年（昭和23年）に、多良間初等学校から多良間小学校に改称。多良間島の人口減のために1950年ころをピークに児童数が減っている。現在は1学年の児童数は10名台から30名台で推移しており1学年1クラス編成である。岩手県宮古市の宮古市立愛宕小学校と1979年に姉妹校提携を結んでおり、両校間では児童の交換学習や作品交換をしている。卒業生は全員が430mほど離れた多良間中学校に進学する。

## 児童数
- 2012年6月 = 1年生14名、2年生11名、3年生13名、4年生30名、5年生15名、6年生27名

児童数の推移は、「沿革」の「児童数の推移」を参照。

## 教育重点目標
1. 基礎・基本を確実な知識・技能の確実な習得と活用する力の育成
2. 学習規律の徹底と学習を支える力の育成

## 校歌
- 作詞: 田盛正雄
- 作曲: 新城正一

## 校章
波間から上がる太陽をデザインし、中央上部に「多小」の文字を配する。

## 沿革
- 1891年（明治24年） - 1882年に開設された平良尋常小学校の分校として授業を開始
- 1893年（明治26年） - 多良間尋常小学校として独立
- 1900年（明治33年） - 水納島に分教場を設置
- 1902年（明治35年） - 瓦葺校舎が竣工する
- 1903年（明治36年） - 高等科を併置し、多良間尋常高等小学校と改称
- 1919年（大正8年） - コレラ流行のため60日間学校を閉鎖
- 1919年（大正8年） - 台風のため水納分教場が全壊する
- 1926年（大正15年） - 水納分教場が瓦葺となる
- 1931年（昭和6年）8月 - 台風のため校舎3教室が倒壊し、残余の教室も大破損する
- 1932年（昭和7年）12月 - 鉄筋コンクリートの校舎が竣工する。総建坪1152平方メートル、教室数16
- 1937年（昭和12年） - 女子青年学校が開校する
- 1940年（昭和15年） - 国民学校に改称する
- 1945年（昭和20年） - 爆弾投下と機銃掃射により、建物・立ち木に甚大な被害を受け、3教室が使用不能になる。19年度3学期から敗戦まで休校となる
- 1946年（昭和21年） - 国民学校を初等学校に改め、初等科・高等科の別を廃して8か年の義務教育とする
- 1948年（昭和23年） - 多良間小学校と改称される
- 1949年（昭和24年） - 男女共学となる
- 1957年（昭和32年） - 水納分校が独立し、水納小学校となる
- 1959年（昭和34年） - パン・ミルクによる学校給食を開始する
- 1961年（昭和36年） - 校章を制定
- 1965年（昭和40年） - 水納小学校が再度分校になる
- 1977年（昭和52年） - 水納分校が廃校となる
- 1979年（昭和54年） - 宮古市立愛宕小学校と姉妹校提携を結ぶ
- 1980年（昭和55年） - 栄養職員が配置され、完全給食を実施

### 児童数の推移
- 1891年（明治24年）60名（男50名、女10名）

- 1900年（明治33年）345名（男204名、女141名）

- 1907年（明治40年）453名（男266名、女187名）

- 1920年（大正9年）531名（男276名、女255名）

- 1930年（昭和5年）612名（男312名、女299名）

- 1940年（昭和15年）614名（男328名、女286名）

- 1947年（昭和22年）812名（男421名、女391名）

- 1950年（昭和25年）609名（男332名、女277名）

- 1960年（昭和35年）498名（男257名、女241名）

- 1970年（昭和45年）441名（男223名、女218名）

- 1980年（昭和55年）229名（男115名、女114名）

- 1989年（平成元年）159名（男85名、女74名）

- 2010年（平成22年）130名（男69名、女61名）

- 2011年（平成23年）113名（男61名、女52名）

- 2012年（平成24年）110名（男58名、女52名）